# دیگو ایفران
دیگو ایفران (انگلیسی: Diego Ifrán؛ زادهٔ ۸ ژوئن ۱۹۸۷) بازیکن فوتبال اهل اروگوئه است که در سال ۲۰۱۶ بازنشسته شد. او قبلا در پست مهاجم بازی می‌کرد.